# Cociella
Cociella – rodzaj ryb skorpenokształtnych z rodziny płaskogłowowatych.

## Klasyfikacja
Gatunki zaliczane do tego rodzaju:
- Cociella crocodilus
- Cociella heemstrai
- Cociella hutchinsi
- Cociella punctata
- Cociella somaliensis